# Équevillon
Équevillon és un municipi francès situat al departament del Jura i a la regió de Borgonya - Franc Comtat. L'any 2007 tenia 587 habitants.

## Demografia

### Població
El 2007 la població de fet d'Équevillon era de 587 persones. Hi havia 208 famílies de les quals 28 eren unipersonals (12 homes vivint sols i 16 dones vivint soles), 80 parelles sense fills, 92 parelles amb fills i 8 famílies monoparentals amb fills.
La població ha evolucionat segons el següent gràfic:
Habitants censats

### Habitatges
El 2007 hi havia 225 habitatges, 211 eren l'habitatge principal de la família, 5 eren segones residències i 9 estaven desocupats. 200 eren cases i 24 eren apartaments. Dels 211 habitatges principals, 184 estaven ocupats pels seus propietaris, 22 estaven llogats i ocupats pels llogaters i 5 estaven cedits a títol gratuït; 1 tenia una cambra, 3 en tenien dues, 17 en tenien tres, 44 en tenien quatre i 146 en tenien cinc o més. 185 habitatges disposaven pel capbaix d'una plaça de pàrquing. A 77 habitatges hi havia un automòbil i a 125 n'hi havia dos o més.

### Piràmide de població
La piràmide de població per edats i sexe el 2009 era:
| Homes | Edats   | Dones |
| ----- | ------- | ----- |
| 0     | 95 o +  | 0     |
| 4     | 90 a 94 | 0     |
| 4     | 85 a 89 | 20    |
| 4     | 80 a 84 | 8     |
| 4     | 75 a 79 | 8     |
| 4     | 70 a 74 | 0     |
| 16    | 65 a 69 | 20    |
| 8     | 60 a 64 | 12    |
| 16    | 55 a 59 | 4     |
| 20    | 50 a 54 | 32    |
| 20    | 45 a 49 | 24    |
| 36    | 40 a 44 | 16    |
| 8     | 35 a 39 | 16    |
| 20    | 30 a 34 | 16    |
| 12    | 25 a 29 | 16    |
| 16    | 20 a 24 | 4     |
| 16    | 15 a 19 | 32    |
| 36    | 10 a 14 | 8     |
| 8     | 5 a 9   | 36    |
| 16    | 0 a 4   | 12    |

## Economia
El 2007 la població en edat de treballar era de 346 persones, 262 eren actives i 84 eren inactives. De les 262 persones actives 254 estaven ocupades (132 homes i 122 dones) i 8 estaven aturades (4 homes i 4 dones). De les 84 persones inactives 33 estaven jubilades, 25 estaven estudiant i 26 estaven classificades com a «altres inactius».

### Ingressos
El 2009 a Équevillon hi havia 225 unitats fiscals que integraven 608,5 persones, la mediana anual d'ingressos fiscals per persona era de 19.839 €.

### Activitats econòmiques
Dels 20 establiments que hi havia el 2007, 1 era d'una empresa extractiva, 2 d'empreses de fabricació d'altres productes industrials, 3 d'empreses de construcció, 5 d'empreses de comerç i reparació d'automòbils, 1 d'una empresa de transport, 2 d'empreses financeres, 1 d'una empresa immobiliària, 2 d'empreses de serveis, 2 d'entitats de l'administració pública i 1 d'una empresa classificada com a «altres activitats de serveis».
Dels 2 establiments de servei als particulars que hi havia el 2009, 1 era un taller de reparació d'automòbils i de material agrícola i 1 electricista.
L'any 2000 a Équevillon hi havia 3 explotacions agrícoles.

## Equipaments sanitaris i escolars
El 2009 hi havia una escola elemental integrada dins d'un grup escolar amb les comunes properes formant una escola dispersa.

## Poblacions més properes
El següent diagrama mostra les poblacions més properes.